# Alepia ferruginea
Alepia ferruginea är en tvåvingeart som beskrevs av Quate och Brown 2004. Alepia ferruginea ingår i släktet Alepia och familjen fjärilsmyggor.
Artens utbredningsområde är Peru. Inga underarter finns listade i Catalogue of Life.